# Kościół Nawiedzenia Najświętszej Marii Panny w Uboczu
Kościół Nawiedzenia Najświętszej Marii Panny w Uboczu – rzymskokatolicki kościół we wsi Ubocze.

## Historia
Obecny budynek postawiono w 1615 roku, prawdopodobnie w miejscu wcześniejszej świątyni. Pierwotnie służył ewangelikom i katolikom, aby po kilku dziesięcioleciach powrócić na zawsze do Kościoła rzymskokatolickiego. Otoczenie budowli, w postaci muru okalającego plac wraz z cmentarzem, kaplicą grobową i bramą, powstałą po 1773 roku. 
Nie jest znane pierwsze wezwanie kościoła. Po przejęciu go z rąk ewangelickich, 6 kwietnia 1645 r. został na nowo poświęcony i przez prawie kolejne trzy wieki nosił imię Najświętszej Marii Panny. Dziś jest dedykowany Nawiedzeniu Najświętszej Marii Panny. 
Kościół z zewnątrz na przestrzeni ostatnich 400 lat przechodził niewiele zmian. Jedynie przy dachu i wieży, kryjącej dzwony z 1634 roku, prowadzono zasadnicze prace remontowe, ale bryła budowli pozostała nienaruszona.
W latach 2004–2013, podczas ostatniego remontu, z elewacji kościoła, bramy, kapliczki i domku parafialnego usunięto tynki, dzięki czemu możemy mury budowli z kamienia. Stalową emporę z lat siedemdziesiątych przebudowano, zmieniono także sufit. Na ścianach są powieszone dwa obrazy – Świętego Antoniego i Świętej Rodziny. Wzrok przykuwa także nowa posadzka z marmuru, położona w miejsce starych, zniszczonych płytek betonowych.

## Architektura, wnętrze i wyposażenie
Świątynia jest jednonawowa, z kwadratowym prezbiterium, murowana z kamienia łamanego, orientowana, posiada zamknięte sklepienie kolebkowe. Na tym terenie jest jedynym kościołem pokrytym gontami drewnianymi.
W prezbiterium znajduje się miejsce sprawowania pamiątki Wieczerzy Pańskiej – uratowany w ostatniej chwili przed zagładą ołtarz z 1623 r. z figurą Chrystusa i jego prawą ręką w geście błogosławieństwa, uniesioną jak do przysięgi. Charakteryzuje się on mniejszymi rozmiarami w porównaniu do innych z okolicy. Niektórzy historycy sztuki wykonanie jego przypisują grupie Meyner – Kower, znanych na Dolnym Śląsku snycerzy ołtarzowych. Ołtarz został ufundowany przez władający wsią ród Spillerów. Świadczyły o tym herby fundatorów ołtarza i kościoła, stanowiące w tamtych czasach nie tylko element dekoracyjny. Barbara Spiller, testamentowa fundatorka ołtarza, matka pięciu synów i sześciu córek, była bardzo zacną kobietą, a cztery herby rodzin umieszczone w uszakach ołtarzowych miały w rozumieniu fundatora pozostawić ślad jej pobożności.
Oprócz herbów Hartwiga Spillera i jego żony Barbary z d. Rechenbergin, umieszczono herby rodowe ich matek – Nostitz i Busewoy.
Wewnątrz kościoła znajdują się również zabytkowa kazalnica z 1589 r. i figurka Matki Bożej z Dzieciątkiem. Ambona i figurka prawdopodobnie pochodzą z innego kościoła.
Nad głównym wejściem do świątyni znajduje się empora wsparta na dwóch filarach, otwarta do wnętrza kościoła. Na jej froncie umieszczono stacje drogi krzyżowej.